# Liste der Senatoren der Vereinigten Staaten aus Virginia
Die Liste der Senatoren der Vereinigten Staaten aus Virginia führt alle Personen auf, die jemals für diesen Bundesstaat dem US-Senat angehört haben, nach den Senatsklassen sortiert. Dabei zeigt eine Klasse, wann dieser Senator wiedergewählt wird. Die Wahlen der Senatoren der class 1 fanden im Jahr 2024 statt, die Senatoren der class 2 wurden zuletzt im November 2020 wiedergewählt.

## Klasse 1

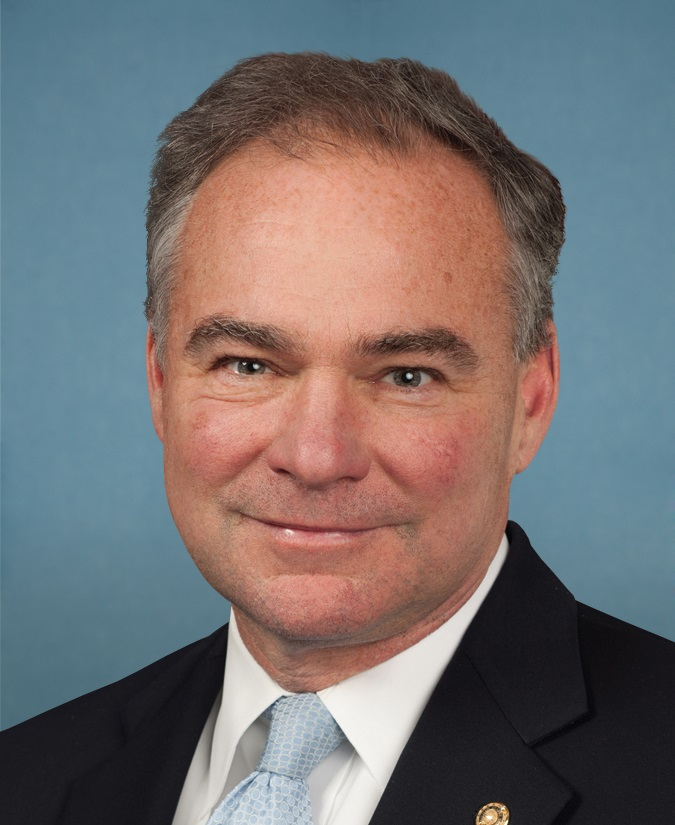
Tim Kaine

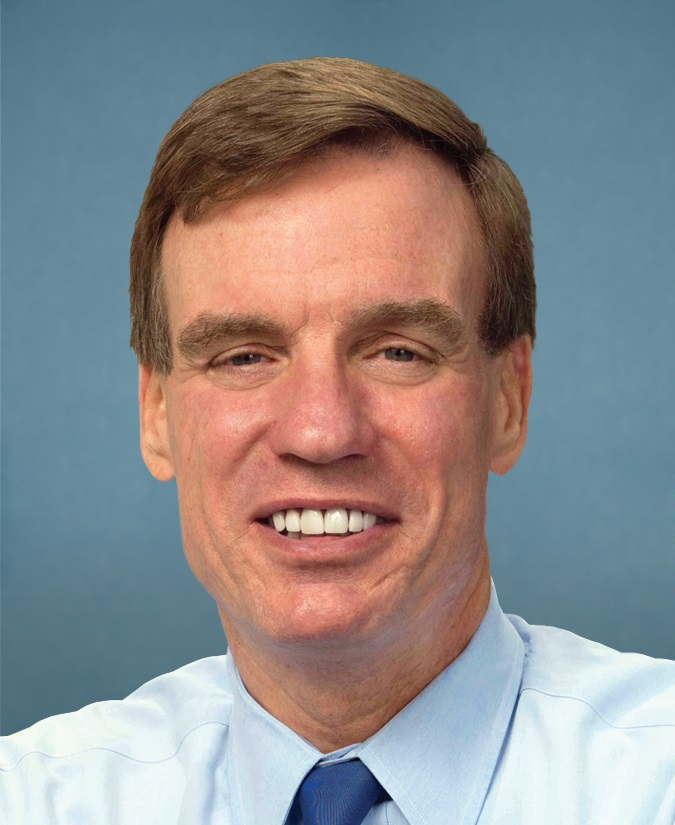
Mark Warner

Virginia ist seit dem 25. Juni 1788 US-Bundesstaat und hatte bis heute 33 Senatoren der class 1 im Kongress, von denen einer, William Cabell Rives, zwei nicht unmittelbar aufeinander folgende Amtszeiten absolvierte, da eine Vakanz von zwei Jahren die beiden Amtszeiten trennte.
| Name                      | Amtszeit  | Partei                        | Lebensdaten                           |
| ------------------------- | --------- | ----------------------------- | ------------------------------------- |
| William Grayson           | 1789–1790 | Democratic Republican         | 1736–12. März 1790                    |
| John Walker               | 1790      | Föderalist                    | 13. Februar 1744–2. Dezember 1809     |
| James Monroe              | 1790–1794 | Democratic Republican         | 28. April 1758–4. Juli 1831           |
| Stevens Thomson Mason     | 1794–1803 | Democratic Republican         | 29. Dezember 1760–9. Mai 1803         |
| John Taylor of Caroline   | 1803      | Democratic Republican         | 19. Dezember 1753–21. August 1824     |
| Abraham Bedford Venable   | 1803–1804 | Democratic Republican         | 20. November 1758–26. Dezember 1811   |
| William Branch Giles      | 1804      | Democratic Republican         | 12. August 1762–4. Dezember 1830      |
| Andrew Moore              | 1804–1809 | Democratic Republican         | 1752–14. April 1821                   |
| Richard Brent             | 1809–1814 | Democratic Republican         | 1757–30. Dezember 1814                |
| James Barbour             | 1815–1825 | Democratic Republican         | 10. Juni 1775–7. Juni 1842            |
| John Randolph of Roanoke  | 1825–1827 | Democratic Republican         | 2. Juni 1773–24. Mai 1833             |
| John Tyler                | 1827–1836 | Whig                          | 29. März 1790–18. Januar 1862         |
| William Cabell Rives      | 1836–1839 | Demokrat                      | 4. Mai 1793–25. April 1868            |
| vakant                    |           |                               |                                       |
| William Cabell Rives      | 1841–1845 | Whig                          | 4. Mai 1793–25. April 1868            |
| Isaac Samuels Pennybacker | 1845–1847 | Demokrat                      | 3. September 1805–12. Januar 1847     |
| James Murray Mason        | 1847–1861 | Demokrat                      | 3. November 1798–28. April 1871       |
| Waitman Thomas Willey     | 1861–1863 | Unionist                      | 18. Oktober 1811–2. Mai 1900          |
| Lemuel Jackson Bowden     | 1863–1864 | Unionist                      | 16. Januar 1815–2. Januar 1864        |
| vakant                    |           |                               |                                       |
| John Francis Lewis        | 1870–1875 | Republikaner                  | 1. März 1818–2. September 1895        |
| Robert Enoch Withers      | 1875–1881 | Demokrat                      | 18. September 1821–21. September 1907 |
| William Mahone            | 1881–1887 | Republikaner                  | 1. Dezember 1826–8. Oktober 1895      |
| John Warwick Daniel       | 1887–1910 | Demokrat                      | 5. September 1842–29. Juni 1910       |
| Claude Augustus Swanson   | 1910–1933 | Demokrat                      | 31. März 1862–7. Juli 1939            |
| Harry Flood Byrd Sr.      | 1933–1965 | Demokrat                      | 10. Juni 1887–20. Oktober 1966        |
| Harry Flood Byrd Jr.      | 1965–1983 | Demokrat ab 1971 Unabhängiger | 20. Dezember 1914–30. Juli 2013       |
| Paul Seward Trible        | 1983–1989 | Republikaner                  | * 29. Dezember 1946                   |
| Charles Spittal Robb      | 1989–2001 | Demokrat                      | * 26. Juni 1939                       |
| George Felix Allen        | 2001–2007 | Republikaner                  | * 8. März 1952                        |
| James Henry Webb          | 2007–2013 | Demokrat                      | * 9. Februar 1946                     |
| Timothy Michael Kaine     | seit 2013 | Demokrat                      | * 26. Februar 1958                    |

## Klasse 2
Virginia stellte bis heute 29 Senatoren der class 2, von denen einer, John Taylor, zwei nicht unmittelbar aufeinander folgende Amtszeiten absolvierte.
| Name                            | Amtszeit  | Partei                | Lebensdaten                          |
| ------------------------------- | --------- | --------------------- | ------------------------------------ |
| Richard Henry Lee               | 1789–1792 | Democratic Republican | 20. Januar 1732–19. Juni 1794        |
| John Taylor of Caroline         | 1792–1794 | Democratic Republican | 19. Dezember 1753–21. August 1824    |
| Henry Tazewell                  | 1794–1799 | Democratic Republican | 27. November 1753–24. Januar 1799    |
| Wilson Cary Nicholas            | 1799–1804 | Democratic Republican | 31. Januar 1761–10. Oktober 1820     |
| Andrew Moore                    | 1804      | Democratic Republican | 1752–14. April 1821                  |
| William Branch Giles            | 1804–1815 | Democratic Republican | 12. August 1762–4. Dezember 1830     |
| vakant                          |           |                       |                                      |
| Armistead Thomson Mason         | 1816–1817 | Democratic Republican | 4. August 1787–6. Februar 1819       |
| John Wayles Eppes               | 1817–1819 | Democratic Republican | 19. April 1773–13. September 1823    |
| James Pleasants                 | 1819–1822 | Democratic Republican | 24. Oktober 1769–9. November 1836    |
| John Taylor of Caroline         | 1822–1824 | Democratic Republican | 19. Dezember 1753–21. August 1824    |
| Littleton Waller Tazewell       | 1824–1832 | Democratic Republican | 17. Dezember 1774–6. Mai 1860        |
| William Cabell Rives            | 1832–1834 | Demokrat              | 4. Mai 1793–25. April 1868           |
| Benjamin Watkins Leigh          | 1834–1836 | Nationalrepublikaner  | 18. Juni 1781–2. Februar 1849        |
| Richard Elliot Parker           | 1836–1837 | Demokrat              | 27. Dezember 1783–10. September 1840 |
| William Henry Roane             | 1837–1841 | Demokrat              | 17. September 1787–11. Mai 1845      |
| William Segar Archer            | 1841–1847 | Whig                  | 5. März 1789–28. März 1855           |
| Robert Mercer Taliaferro Hunter | 1847–1861 | Demokrat              | 21. April 1809–18. Juli 1887         |
| John Snyder Carlile             | 1861–1865 | Unionist              | 16. Dezember 1817–24. Oktober 1878   |
| vakant                          |           |                       |                                      |
| John Warfield Johnston          | 1870–1883 | Demokrat              | 9. September 1818–27. Februar 1889   |
| Harrison Holt Riddleberger      | 1883–1889 | Republikaner          | 4. Oktober 1844–24. Januar 1890      |
| John Strode Barbour             | 1889–1892 | Demokrat              | 29. Dezember 1820–14. Mai 1892       |
| Eppa Hunton                     | 1892–1895 | Demokrat              | 22. September 1822–11. Oktober 1908  |
| Thomas Staples Martin           | 1895–1919 | Demokrat              | 29. Juli 1847–12. November 1919      |
| Carter Glass                    | 1920–1946 | Demokrat              | 4. Januar 1858–28. Mai 1946          |
| Thomas Granville Burch          | 1946      | Demokrat              | 3. Juli 1869–20. März 1951           |
| Absalom Willis Robertson        | 1946–1966 | Demokrat              | 27. Mai 1887–1. November 1971        |
| William Belser Spong            | 1966–1973 | Demokrat              | 29. September 1920–8. Oktober 1997   |
| William Lloyd Scott             | 1973–1979 | Republikaner          | 1. Juli 1915–14. Februar 1997        |
| John William Warner             | 1979–2009 | Republikaner          | 18. Februar 1927–25. Mai 2021        |
| Mark Robert Warner              | seit 2009 | Demokrat              | * 15. Dezember 1954                  |